# Trappist-1 c
Trappist-1 c, auch als 2MASS J23062928-0502285 c bezeichnet, ist ein vermutlich felsiger Exoplanet, der den Zwergstern Trappist-1 außerhalb der habitablen Zone umkreist. Er befindet sich etwa 40 Lichtjahre (12 Parsec) von der Erde entfernt im Sternbild Wassermann.

## Planet im Trappist-1-System
Der Planet ist vom Stern aus gerechnet der zweite. Vermutlich umkreisen alle Planeten des Trappist-1-Systems den Zwergstern in einer gebundenen Rotation, bei der eine Seite der Planeten ununterbrochen vom Stern beschienen wird (immerwährender Tag, warm) und die andere Seite nie (immerwährende Nacht, kalt); dazwischen liegt eine ringförmige Zone mit mittleren Temperaturen. Die Tagseite hat eine Temperatur von 380 K. Ein Trappist-1-c-Jahr dauert 2,4 Tage.

## Eigenschaften
Der Planet ist eine Super-Erde mit einer Masse von um die 1,4 Erdmassen. Da er zu nah an seinem Hauptgestirn liegt, ist er außerhalb der dortigen Habitablen Zone. Obwohl Trappist-1 c etwa dieselbe Strahlungsleistung vom Zentralstern erhält wie die Venus von der Sonne, zeigen Beobachtungen, dass der Planet mit der Venus nur wenig gemein hat. Trappist-1 c hat höchstens eine sehr dünne Atmosphäre, die aus einer Mischung aus Sauerstoff und Kohlendioxid bestehen könnte. Sehr wahrscheinlich fehlt ihm aber diese Gashülle, so dass von einem blanken Felsenplaneten auszugehen ist.